# Louis Baert
Louis Baert (Gent, 1903. december 29. – Gent, 1969. július 11.) belga nemzetközi labdarúgó-játékvezető. Teljes neve: Louis Andre Baert.

## Pályafutása

### Nemzeti játékvezetés
1927-ben lett az I. Liga játékvezetője. A nemzeti játékvezetéstől 1952-ben vonult vissza.

### Nemzetközi játékvezetés
A Belga labdarúgó-szövetség Játékvezető Bizottsága (JB) terjesztette fel nemzetközi játékvezetőnek, a Nemzetközi Labdarúgó-szövetség (FIFA) 1929-től (tartotta) tartja nyilván bírói keretében.  Több nemzetek közötti válogatott és klubmérkőzést vezetett, vagy működő társának partbíróként segített. A belga nemzetközi játékvezetők rangsorában, a világbajnokság-Európa-bajnokság sorrendjében többedmagával a 22. helyet foglalja el 3 találkozó szolgálatával. Első mérkőzése 1929. május 9-én, az utolsót 1952. június 29-én vezette, majd visszavonult. Válogatott mérkőzéseinek száma: 34.

#### Labdarúgó-világbajnokság
A világbajnoki döntőhöz vezető úton Olaszországba a II., az 1934-es labdarúgó-világbajnokságra, Franciaországba a III., az 1938-as labdarúgó-világbajnokságra, valamint a második világháború után Brazíliába a IV., az 1950-es labdarúgó-világbajnokságra a FIFA JB játékvezetőként alkalmazta. A FIFA JB elvárásainak megfelelően, ha nem vezetett mérkőzést, akkor valamelyik társának partbíróként segédkezett. 1934-ben a döntőben, az Olaszország–Csehszlovákia (2:1) találkozón a Ivan Eklind játékvezető egyik segítője lehetett, a másik Iváncsics Mihály játékvezető volt. Világbajnokságokon vezetett mérkőzéseinek száma: 2 + 4 (partbíró).

##### 1934-es labdarúgó-világbajnokság

###### Világbajnoki mérkőzés
| Időpont         | Helyszín                        | Mérkőzés típusa | Mérkőzés            | Eredmény | Nézők száma |
| --------------- | ------------------------------- | --------------- | ------------------- | -------- | ----------- |
| 1934. május 31. | Giovanni Berta Stadion, Firenze | negyeddöntő     | Olaszország–Belgium | 1 : 1    | 35 000      |

##### 1938-as labdarúgó-világbajnokság

###### Világbajnoki mérkőzés
| Időpont          | Helyszín                 | Mérkőzés típusa | Mérkőzés                  | Eredmény | Nézők száma |
| ---------------- | ------------------------ | --------------- | ------------------------- | -------- | ----------- |
| 1938. június 12. | Colombes Stadion, Párizs | negyeddöntő     | Olaszország–Franciaország | 1 : 3    | 58 000      |

##### 1950-es labdarúgó-világbajnokság

###### Selejtező mérkőzés
| Időpont         | Helyszín                   | Mérkőzés típusa           | Mérkőzés            | Eredmény | Nézők száma |
| --------------- | -------------------------- | ------------------------- | ------------------- | -------- | ----------- |
| 1949. június 2. | Rasunda Stadion, Stockholm | előselejtező (5. csoport) | Svédország–Írország | 3 : 1    | 36 200      |

#### A magyar labdarúgó-válogatott mérkőzései (1902–1929)
| Időpont          | Helyszín                    | Mérkőzés típusa          | Mérkőzés                 | Eredmény | Nézők száma |
| ---------------- | --------------------------- | ------------------------ | ------------------------ | -------- | ----------- |
| 1934. január 14. | Központi Stadion, Frankfurt | 170. válogatott mérkőzés | Németország–Magyarország | 3 : 1    | 40 000      |
| 1940. április 7. | Olimpiai Stadion, Berlin    | 224. válogatott mérkőzés | Németország–Magyarország | 2 : 2    | 102 000     |

## Sportvezetőként
Aktív pályafutását befejezve a Belga Labdarúgó-szövetség JB ellenőreként tevékenykedett.

## Sikerei, díjai
1965-ben a nemzetközi játékvezetés hírnevének erősítése, hazájában 10 éve a legmagasabb Ligában (osztályban) folyamatosan tevékenykedő, eredményes pályafutása elismeréseként, a FIFA JB felterjesztésére az 1965-ben alapított International Referee Special Award címmel és oklevéllel tüntette ki.